# Cedar Crest (Massachusetts)
Cedar Crest es un lugar designado por el censo ubicado en el condado de Plymouth en el estado estadounidense de Massachusetts. En el Censo de 2020 tenía una población de 2230 habitantes y una densidad poblacional de 568,88 habitantes por km². Fue incluido como CDP en el censo de 2020. 

## Geografía
Cedar Crest se encuentra ubicado en las coordenadas 42°04′35″N 70°39′47″O / 42.07639, -70.66306. Según la Oficina del Censo de los Estados Unidos,  tiene una superficie total de 3,92 km², de la cual 3,78 km² corresponden a tierra firme y 0,14 km² a agua.